# Phalanger matanim
Il cusco del Telefomin (Phalanger matanim Flannery, 1987) è un marsupiale arboricolo della famiglia dei Falangeridi. È noto unicamente a partire da sei (forse sette) esemplari.

## Descrizione
Il cusco del Telefomin ha una lunghezza testa-corpo di 34-44 cm, ed ha una coda altrettanto lunga. Come tutti i cuschi ha corpo piuttosto tozzo e massiccio, un manto folto e lanoso, orecchie poco evidenti e una coda prensile che gli conferiscono un aspetto simile a una scimmia. La parte terminale della coda è ricoperta di squame ed è priva di pelo. Il fitto manto della regione dorsale è di colore grigio, con peli di guardia dalle punte nere e argentate; lungo la parte mediana del dorso corre una larga striscia scura che si estende dalla sommità del capo alla base della coda; le regioni ventrali sono bianco candido. Presenta un abbondante strato di grasso sottocutaneo.

## Biologia
Il cusco del Telefomin condivide l'areale con altre specie di cusco (P. carmelitae, P. vestitus e P. gymnotis) ed è probabilmente la specie di Phalanger più rara della regione del Telefomin. Conosciamo ben poco riguardo alla sua dieta e alle sue abitudini. Le uniche informazioni disponibili sul suo comportamento riproduttivo riguardano la cattura di un maschio subadulto nel marzo del 1986 e di una femmina con capezzoli ingrossati nell'agosto del 1984. L'olotipo venne catturato mentre dormiva tra le rocce, e il locale popolo indigeno dei Telefol sostiene che sia più abbondante nelle aree rocciose; sembra infatti che preferisca trovare rifugio nelle anfrattuosità della roccia piuttosto che nelle cavità degli alberi.

## Distribuzione e habitat
La specie è stata trovata unicamente nelle regioni del Telefomin e del Tifalmin, nell'ovest della Papua Nuova Guinea. Tuttavia, quasi tutte le foreste pluviali della zona sono andate distrutte in un incendio susseguitosi al Niño del 1998. Il cusco del Telefomin potrebbe essere presente anche nelle aree più a nord-est o a ovest delle zone dove è stato catturato, e il suo areale potrebbe addirittura spingersi fino all'Irian Jaya.
Vive nelle foreste pluviali di montagna, tra i 1400 e i 2600 m di quota.

## Conservazione
Il cusco del Telefomin è uno dei più rari mammiferi del pianeta. Tim Flannery, il suo scopritore, visitò la valle del fiume Nong, nel Telefomin, nel 2001, dopo che l'area era stata devastata tre anni prima da un incendio, e vide che gran parte della foresta carbonizzata era stata convertita in terreni agricoli. Inoltre, scoprì con rammarico che i cacciatori locali avevano fatto piazza pulita di gran parte dei mammiferi presenti nella regione. Riguardo al cusco, scrisse: «da quello che ho potuto vedere durante la mia visita nel 2001, ritengo che sarebbe un miracolo se sia riuscito a sopravvivere». La IUCN classifica P. matanim tra le specie in pericolo critico (Critically Endangered).